# Rudolf Hecker (Fußballspieler)
Rudolf „Rudi“ Hecker (* 6. April 1923) ist ein ehemaliger Fußballspieler in Leipzig. Mit der BSG Chemie Leipzig wurde er 1951 DDR-Meister.

## Sportliche Laufbahn

### Spieler
Als am 16. August 1950 die Betriebssportgemeinschaft (BSG) Chemie Leipzig als Nachfolgerin der ZSG Industrie Leipzig gegründet wurde, wechselte der 27-jährige Mittelfeldspieler von der BSG Erich Zeigner Leipzig zur neuen BSG Chemie. Während Hecker zuletzt mit der BSG Erich Zeigner in der zweitklassigen Landesklasse Sachsen gespielt hatte, hatte Chemie Leipzig den Platz der ZSG Industrie in der DS-Oberliga, der höchsten Spielklasse im DDR-Fußball, übernommen. Bereits im ersten Jahr ihres Bestehens gewann die BSG Chemie 1950/51 die DDR-Meisterschaft im Fußball. Hecker gelang es nicht, sich in die Stammelf der Meistermannschaft hineinzuspielen. Bis auf vier Einsätze in Oberligapunktspielen blieb er Reservespieler. Seine vier Oberligaspiele bestritt Hecker zwischen dem 13. und 22. Spieltag als Rechtsaußenstürmer bzw. als rechter Verteidiger. Am 26. November 1950 erzielte er in der Begegnung des 15. Spieltages Aktivist Brieske Ost – BSG Chemie (1:2) mit dem Siegtreffer sein einziges Meisterschaftstor für Chemie Leipzig. Nachdem Hecker in der Spielzeit 1951/52 lediglich am ersten Oberligaspieltag als Mittelfeldspieler eingesetzt worden war, verließ er nach Saisonende die BSG.
Hecker kehrte zu seiner früheren Gemeinschaft zurück, die inzwischen als BSG Einheit Ost Leipzig in der 1950 eingeführten DDR-Liga spielte. Mit ihr stieg Hecker am Ende der Saison 1952/53 in die Oberliga auf. In seiner dritten Oberligasaison konnte sich Hecker 1953/54 anfangs besser durchsetzen. Bis zu 14. Spieltag der 30 Runden währenden Saison wurde er in acht Punktspielen als rechter Läufer eingesetzt und erzielte dabei ein Tor. In der Rückrunde der Saison war Hecker nicht mehr in der Oberliga im Einsatz und beendete im Sommer 1954 seine Laufbahn als Leistungssportler.

### Trainer
Hecker war in späteren Jahren Trainer bei verschiedenen unterklassigen Fußballmannschaften. 1958 war er Trainer der Leipziger BSG Motor Gohlis Nord in der drittklassigen II. DDR-Liga. Mit der BSG Motor Stötteritz stieg er 1974 in die viertklassige Bezirksklasse Leipzig auf. Ebenfalls in der Bezirksklasse betreute Hecker in der Saison 1977/78 die BSG Rotation 1950 Leipzig. Mit einem 2. Platz verpasste seine Mannschaft nur knapp den Aufstieg in die drittklassige Bezirksliga.